# Siwiec żółty
Siwiec żółty (Glaucium flavum Cr.) – gatunek rośliny należący do rodziny makowatych (Papaveraceae). Rośnie dziko w Afryce Północnej, Zachodniej Azji i na znacznej części Europy, głównie nad morzem. W Polsce tylko jako efemerofit, podano jego stanowisko z okolic Gdańska. Jest uprawiany w wielu krajach, również w Polsce.

## Morfologia

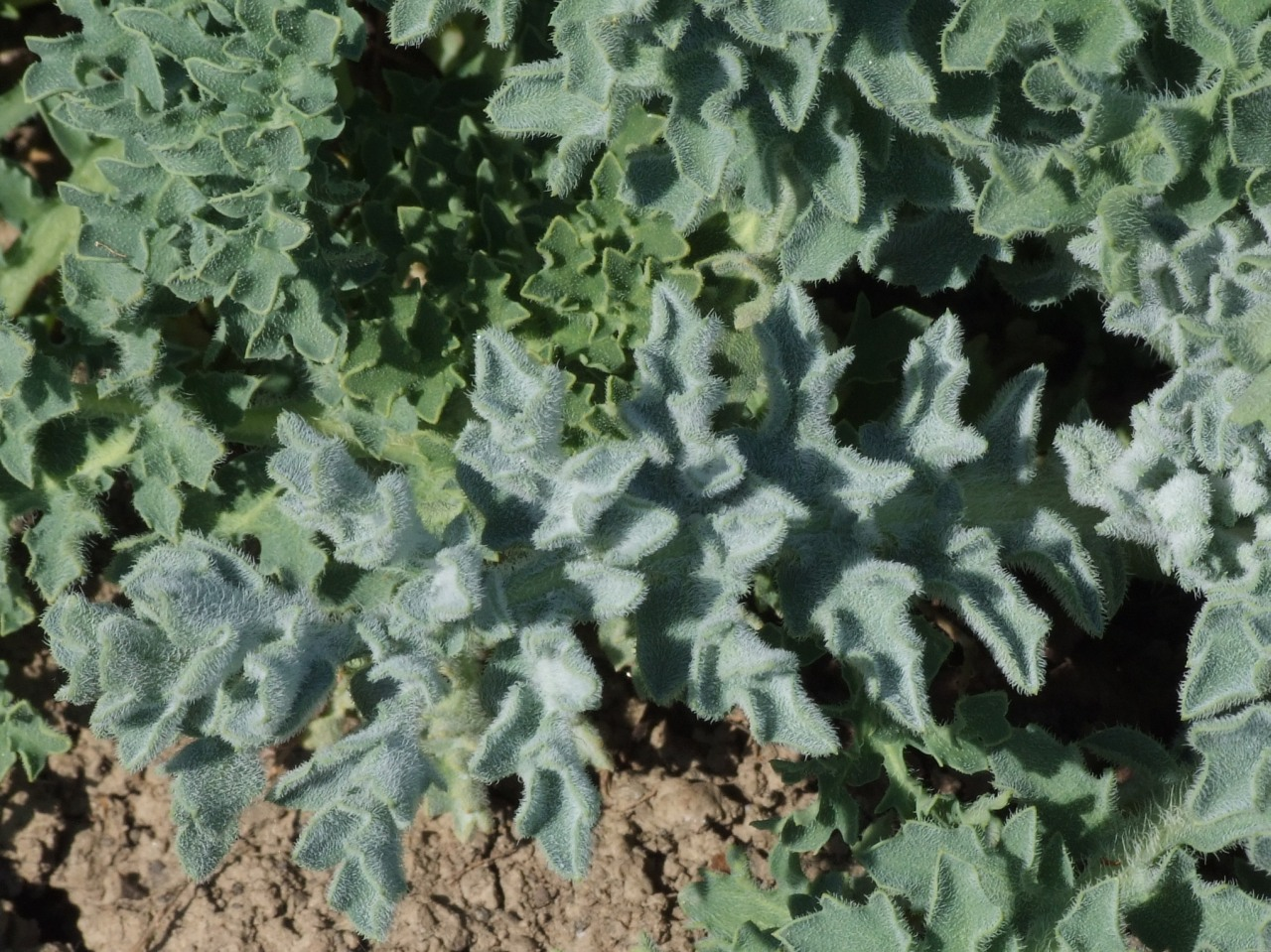
Liście

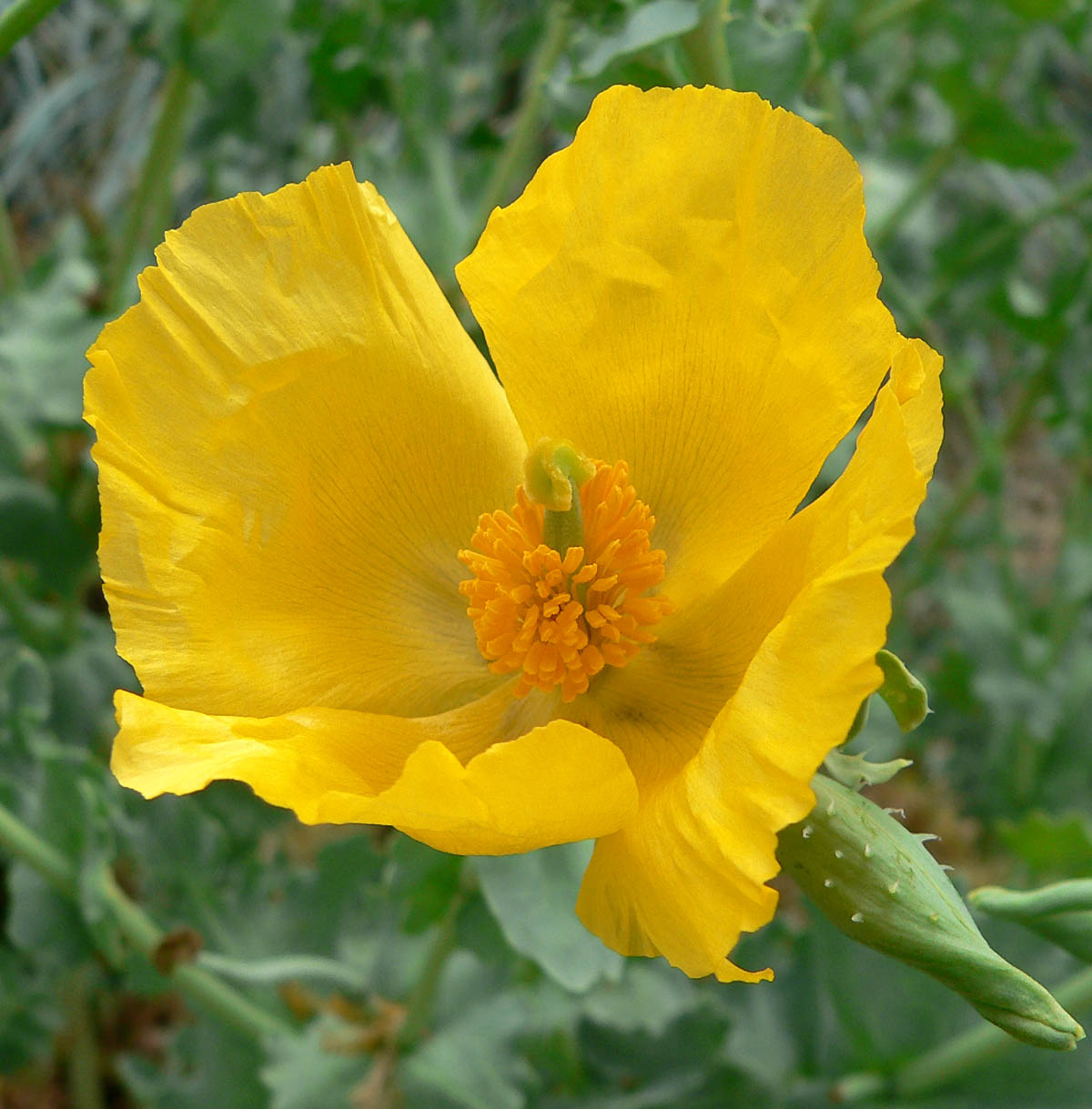
Kwiat

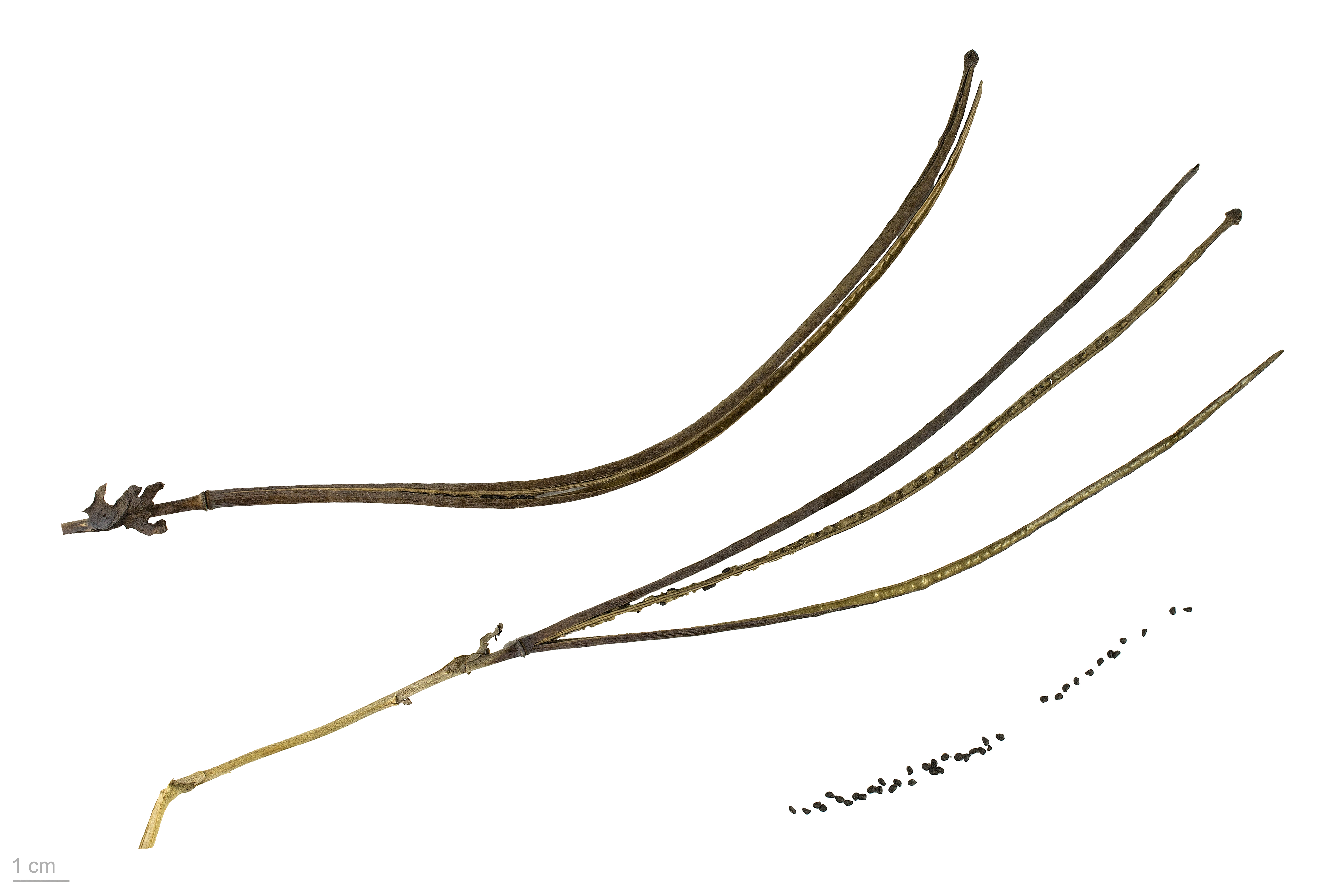
Owoc i nasiona

PokrójRoślina o wysokości 30-70(100 cm). Łodyga i liście mają szarozielone zabarwienie.
LiściePierzastodzielne, silnie pomarszczone, silnie owłosione i zebrane w przyziemną różyczkę liściową.
ŁodygaNaga.
KwiatyŻółte lub pomarańczowe o średnicy do 8 cm z 2-krotnym słupkiem o 2-łatkowym znamieniu.
OwocWydłużona, dwukomorowa torebka z podłużną przegrodą. Ma długość 15–30 cm.

## Biologia
Roślina jednoroczna. W korzeniu i kiełkach posiada żółty sok mleczny. Kwitnie od czerwca do sierpnia. Liczba chromosomów 2n = 12. Jest rośliną trującą. 

## Zastosowanie
- Zawiera glaucynę wykorzystywaną w produkcji kremów[5]. Opracowano (zastrzeżoną patentem) metodę wydzielania glaucyny i siwiec żółty jest uprawiany w celu pozyskania tej substancji.
- Jest uprawiany jako roślina ozdobna. Najlepiej rośnie na słonecznym stanowisku, na piaszczystym, przepuszczalnym podłożu i jest dość odporny na mróz[6]. Rozmnaża się go przez nasiona wysiewane wprost do gleby jesienią lub wiosną[6].